# Danuta Czakis-Sulikowska
Danuta Maria Czakis-Sulikowska (ur. 27 lutego 1929 w Podświlach, zm. 9 stycznia 2021) – polska chemiczka, prof. dr hab., specjalizująca się w chemii koordynacyjnej i nieorganicznej.

## Życiorys
W 1951 ukończyła studia na Uniwersytecie Mikołaja Kopernika w Toruniu, obroniła pracę doktorską w zakresie nauk przyrodniczych w 1960, a stopień doktora habilitowanego uzyskała w 1967. Otrzymała nominację profesorską. W latach 1949–1960 pracowała na Uniwersytecie Mikołaja Kopernika, od 1960 związana z Politechniką Łódzką, gdzie pracowała na Wydziale Chemicznym w Instytucie Chemii Ogólnej i Ekologicznej. Była członkiem Łódzkiego Towarzystwa Naukowego i Polskiego Towarzystwa Chemicznego.
Zmarła 9 stycznia 2021, została pochowana na cmentarzu św. Rocha na Radogoszczu w Łodzi.